# Lancia Ypsilon (2003)
La Lancia Ypsilon è un'autovettura di segmento B prodotta dalla casa automobilistica italiana Lancia dal 2003 al 2011. Nasce per sostituire la precedente Y e viene sostituita a sua volta dalla nuova generazione presentata nel 2011. Tuttavia la vettura uscirà dal listino aziendale solamente due anni più tardi, affiancando nelle vendite la nuova erede a cinque porte sotto la denominazione di Ypsilon Unyca.

## Il contesto
Presentata durante il 2003 la Ypsilon, progetto interno 843, costituisce la vettura di accesso della gamma Lancia; è stata progettata per soddisfare le richieste del pubblico giovanile e nel corso del tempo ha trovato numerosi consensi soprattutto da parte del pubblico femminile. Complessivamente Fiat Auto investì la somma di 500 milioni di euro per la progettazione e l'industrializzazione della vettura. La Ypsilon è stata una delle auto più vendute della gamma Lancia con una produzione annua di circa 60.000 esemplari assemblati inizialmente presso lo stabilimento FIAT di Melfi, in Basilicata, ma dal giugno 2005 la produzione è stata trasferita in Sicilia presso l'impianto di Termini Imerese. L'automobile utilizza una carrozzeria a tre porte lunga circa 3,78 metri e caratterizzata da un design elegante vagamente ispirato alla storica Lancia Ardea, questo stile ha inaugurato il nuovo family feeling che è stato intrapreso dalla casa torinese con i modelli Musa e Delta lanciati rispettivamente nel 2004 e 2008.
Il design degli esterni, creato da Marco Tencone e Alberto Dilillo, possiede un frontale caratterizzato da una grande calandra cromata a due lobi con marchio inglobato nella parte superiore, la fanaleria arcuata viene posta agli estremi dell'anteriore, i paraurti vengono caratterizzati dalla presenza di una fascia longitudinale non verniciata applicata al di sopra delle prese d'aria nei quali si trovano ai due estremi i fendinebbia (nelle versioni di punta). Lungo la fiancata predomina una leggera nervatura che dona slancio all'auto. La coda dispone di gruppi ottici verticali che culminano nei paraurti e si integrano nei parafanghi. Il portellone presenta un lunotto di piccole dimensioni che viene impreziosito da una fascia cromata presente sopra la zona porta-targa.

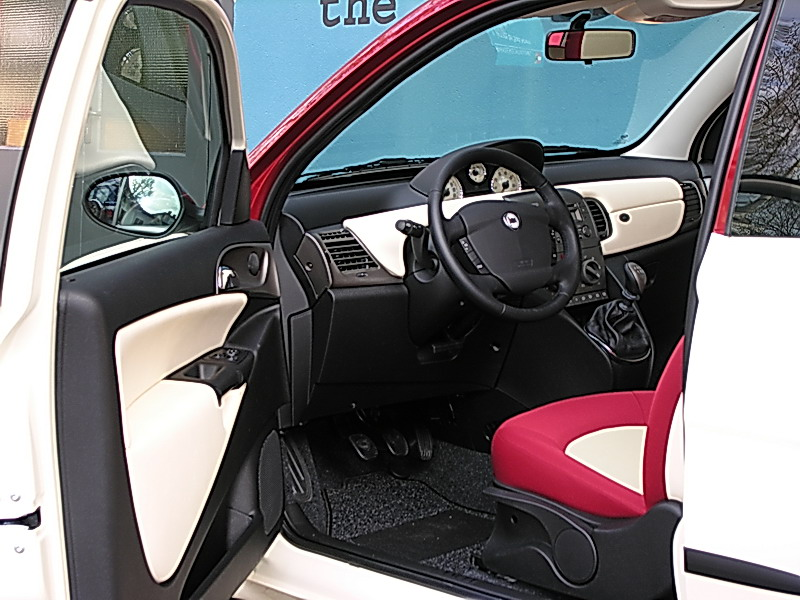
Interni in una Lancia Ypsilon

Come telaio di base utilizza una versione a passo accorciato del noto Pianale B inaugurato dalla Fiat Punto seconda serie e adottato anche dalle Fiat Idea e Lancia Musa. La meccanica fa affidamento sul motore disposto in posizione anteriore-trasversale con relativa trazione sulle ruote anteriori, le sospensioni adottano lo schema a ruote indipendenti per l'avantreno con montante telescopico MacPherson e barra stabilizzatrice, i bracci sono in acciaio; al retrotreno troviamo le ruote interconnesse da un ponte torcente più barra stabilizzatrice. L'impianto frenante sfrutta dei dischi autoventilati all'anteriore mentre al posteriore sono disponibili dei classici tamburi, solo per le versioni Sport Momo Design la casa ha messo a disposizione l'impianto frenante a quattro dischi con assetto e sospensioni irrigidite. Per tutte le versioni risulta di serie il sistema anti bloccaggio dei freni (ABS) con ripartitore elettronico di frenata (EBD) e servosterzo elettrico che si indurisce progressivamente ma tra gli optional sono disponibili anche il controllo elettronico della stabilità e della trazione abbinato all'Hill Holder.
L'abitacolo è stato disegnato da Giuseppe Bertolusso e Luciano Speranza. Realizzato con cura, ricoperto di plastica con inserti sui pannelli porta e sulla plancia in tessuto AIRtex, pelle o Alcantara a seconda delle versioni; sono disponibili anche rivestimenti bicolore e inserti in plastica che imitano l'alluminio. La selleria è disponibile in quattro diversi materiali: glamour, AIRtex, alcantara, pelle. Una delle caratteristiche che le differenzia dalla Punto è la maggiore qualità costruttiva, infatti gli interni sono caratterizzati da plastiche assemblate con precisione. La strumentazione possiede un disegno molto classico che però non facilita la lettura, il disegno della plancia presenta il quadro comandi centrale che ha permesso di ricavare ampi spazi portaoggetti di fronte al guidatore e al passeggero. I comandi del climatizzatore e dell'autoradio sono stati posizionati nella zona centrale, tra gli optional è disponibile il navigatore satellitare a colori e il cruise control. La tenuta di strada è di 0,93 g, anche se il rollio risultava accentuato per via della taratura morbida delle sospensioni. La leva del cambio è in posizione rialzata e il divanetto posteriore disponibile in due versioni (3 o 2 posti) sdoppiato e scorrevole.

### Restyling 2006
Nell'autunno 2006 la Ypsilon, ha subito un leggero ritocco alla linea, ai motori, alle versioni e agli interni. All'esterno sono ben visibili la nuova calandra anteriore, i paraurti più bombati con prese d'aria maggiorate e, nel posteriore, i gruppi ottici ad effetto ghiaccio con la cromatura nel paraurti. Le versioni sono cinque e si distinguono in: Argento, Passion, Oro Bianco, Oro Giallo e Platino. Negli interni si ritrovano nuovi tessuti per sedili e nuove combinazioni di colori, le rifiniture in plancia sono di colore argento o grigio scuro laccato.
L'auto è dotata di nuovi motori 1.3 Multijet 16V da 75, 90 e 105 cavalli, compare poi la disponibilità del vivavoce Blue&Me (Bluetooth con porta USB), nuovi colori, nuovi cerchi e nuovi accostamenti cromatici.
La rinnovata Ypsilon poteva essere equipaggiata a pagamento con il controllo elettronico della stabilità e l'Hill holder. La gamma 2008 introduce il filtro antiparticolato DPF di serie su tutte le diesel ad esclusione della 1.3 Multijet 105 cavalli e delle diesel con cambio robotizzato Dolce Far Niente. Con l'anno 2010 gli specchi retrovisori esterni presentano dimensioni più generose.
La produzione termina il 24 novembre 2011 con l’ultimo esemplare uscito dalle linee di montaggio alle ore 22:00. È stata l’ultima vettura prodotta nello stabilimento di Termini Imerese.

## Edizioni speciali

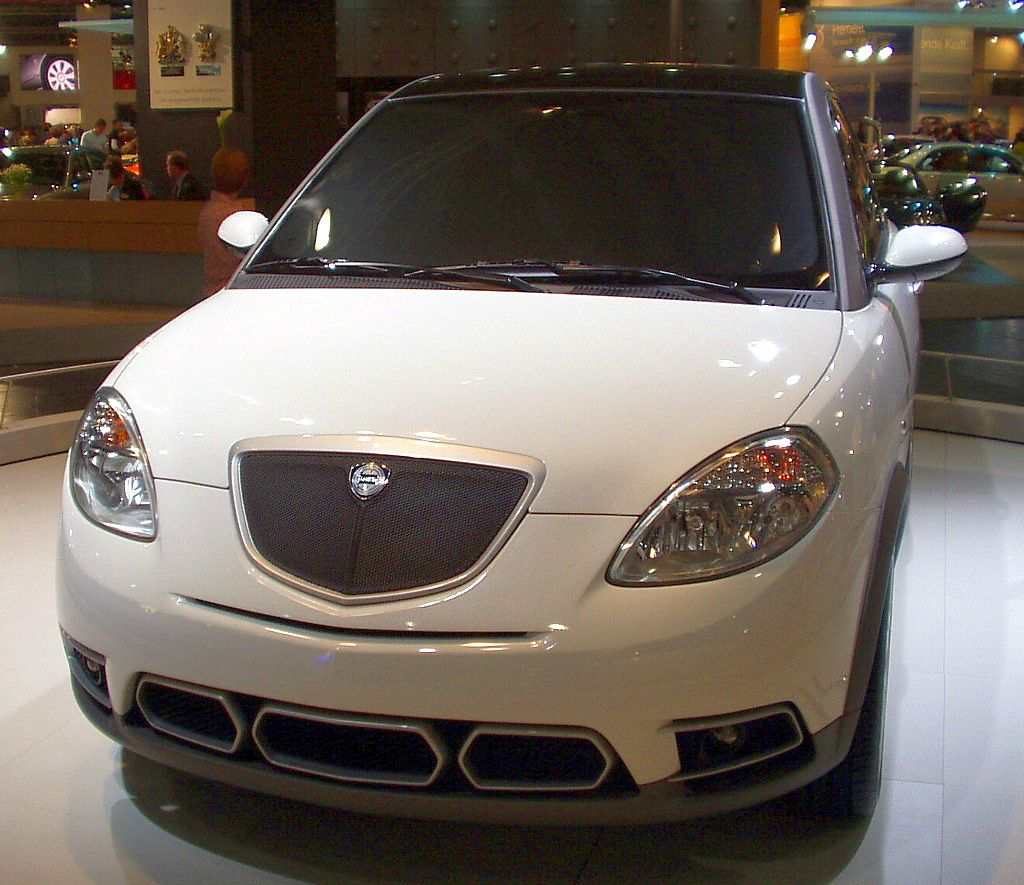
La concept Ypsilon Sport Zagato

La Lancia Ypsilon era prodotta in versione bicolore (denominata B-colore), che richiama la tradizione Lancia del passato. Le più vendute sono state le Ypsilon Passion, la Momo Design e la Sport Momo Design caratterizzata dal doppio colore della carrozzeria, distinto tra la parte superiore (tetto, specchietti laterali e portellone posteriore) ed il resto della carenatura, oltre che da alcuni particolari (cerchi in lega, interni) di impronta più sportiva. Essa deriva direttamente da un prototipo, denominato Ypsilon Sport Zagato, presentato al Salone dell'automobile di Ginevra del 2005, sviluppato in collaborazione con il centro design Zagato. Si distingue dal concept per la motorizzazione 1,4 Fire 95 cavalli benzina e 1.3 Multijet diesel da 75, 90 e 105 cavalli, l'impianto frenante a quattro dischi con assetto ribassato, gli pneumatici e alcuni tratti del design che la rendono più sportiva all'occhio come cerchi bruniti e diamantati dal disegno Sport, cromature brunite e interni Pelle e Alcantara firmati Momo Design.
A maggio 2008, come nel 2006, ritorna nella veste del restyling l'edizione limitata ModaMilano con specifiche modifiche cromatiche (TOP color Grigio Borromini), cerchi multirazza Bi-colore, inserti cromati e cupolotto strumentazione in plancia rivestito in pelle, a listino fino al dicembre dello stesso anno.

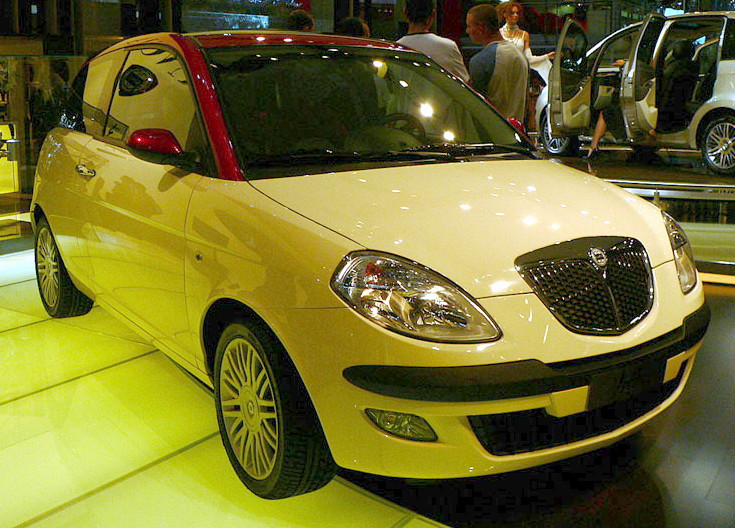
La versione speciale B-colore

Dal 2009, in edizione limitata di soli 1.000 esemplari, è in vendita la Ypsilon Versus, realizzata con il marchio giovane della linea Versace, con carrozzeria Bronzo Bronzino, interni e padiglione dedicati e cerchi Sport imbruniti da 16". Inoltre al Salone dell'automobile di Parigi 2009 è stata presentata la concept car Ypsilon Elle realizzata in collaborazione con la nota rivista femminile di moda. La Elle era caratterizzata dalla speciale colorazione rosa della carrozzeria e dei rivestimenti interni. Sempre nel 2009 sono state introdotte le Ypsilon E-Collection caratterizzate dalle motorizzazioni a basso impatto ambientale con emissioni di anidride carbonica ridotte e verniciatura della carrozzeria B-colore.
Con il 2011, l'intera gamma rispetta la normativa Euro 5 e il listino si riduce all'unica versione denominata Unyca che va ad affiancare la nuova generazione di Ypsilon a cinque porte. Viene rinnovata la tavolozza colori e i rivestimenti interni. Compaiono i nuovi proiettori "a cannocchiale" con parabola interna oscurata e i nuovi specchi retrovisori verniciati in Nero Lucido.

## Motorizzazioni
La gamma motori della Ypsilon si articola su tre propulsori proposti in vari livelli di potenza e più volte aggiornati secondo gli standard di emissioni durante il ciclo di vita della vettura: due benzina da 1,2 litri e 1,4 litri appartenenti alla famiglia FIRE e proposti anche in versione bifuel (modelli denominati EcoChic) a benzina e GPL e un diesel da 1,3 litri appartenente alla famiglia Multijet.
| Modello              | Disponibilità              | Motore                           | Cilindrata cm³ | Potenza        | Emissioni CO2 (g/km)  | 0–100 km/h (secondi)     | Velocità max (km/h) | Consumo medio (km/l) |
| 1.2 FIRE 8V          | dal debutto a ottobre 2010 | 4 cilindri in linea, Benzina     | 1.242          | 44 kW (60 CV)  | 142 (139 dal 2006)    | 16,8                     | 153                 | 16,9                 |
| 1.2 FIRE 8v 69       | da ottobre 2010            | 4 cilindri in linea, Benzina     | 1.242          | 51 kW (69 CV)  | 114                   | 15,8                     | 160                 | 20,4                 |
| 1.2 FIRE 16V         | dal debutto al 2006        | 4 cilindri in linea, Benzina     | 1.242          | 59 kW (80 CV)  | 142                   | 13,5                     | 163                 | 16,7                 |
| 1.4 FIRE 8V          | dal 2006 al 2010           | 4 cilindri in linea, Benzina     | 1.368          | 57 kW (78 CV)  | 130                   | 13,5                     | 167                 | 18,2                 |
| 1.4 FIRE 8V EcoChic  | dal 2009 al 2013           | 4 cilindri in linea, Benzina-GPL | 1.368          | 57 kW (78 CV)  | 115                   | 13,5                     | 167                 | 18,2                 |
| 1.4 FIRE 16V         | dal debutto al 2010        | 4 cilindri in linea, Benzina     | 1.368          | 70 kW (95 CV)  | 157 (155 dal 2006)    | 10,9                     | 175                 | 15,2                 |
| 1.3 Multijet 16V 70  | dal debutto al 2006        | 4 cilindri in linea, Diesel      | 1.248          | 51 kW (69 CV)  | 119                   | 15,1                     | 165                 | 21,7                 |
| 1.3 Multijet 16V 75  | dal 2006 al 2013           | 4 cilindri in linea, Diesel      | 1.248          | 55 kW (75 CV)  | 117 (114/109 con DPF) | 14,5                     | 167                 | 22,2                 |
| 1.3 Multijet 16V 90  | dal 2006 al 2010           | 4 cilindri in linea, Diesel      | 1.248          | 66 kW (90 CV)  | 117 (114 con DPF)     | 12,5 (10,5 Sport MomoD.) | 174                 | 22,2                 |
| 1.3 Multijet 16V 105 | dal 2007 al 2010           | 4 cilindri in linea, Diesel      | 1.248          | 77 kW (105 CV) | 123                   | 10,3                     | 177                 | 21,3                 |